# John Sirica

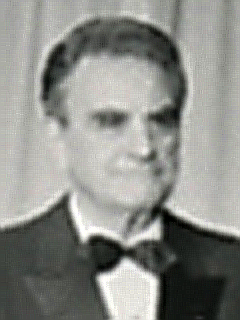
John Sirica, 1976

John Joseph Sirica (* 19. März 1904 in Waterbury, Connecticut; † 14. August 1992 in Washington, D.C.) war ein US-amerikanischer Jurist und oberster Richter des Bundesbezirksgerichts im District of Columbia. Er wurde Maximum John genannt, weil er in der Regel das höchste Strafmaß verkündete.

## Leben
John Sirica besuchte die juristische Fakultät der Georgetown University und erwarb dort 1926 seinen Bachelor of Laws. Danach arbeitete er hauptsächlich als Rechtsanwalt; von 1930 bis 1934 war er stellvertretender Bundesstaatsanwalt im District of Columbia. Als Republikaner wurde er 1957 von US-Präsident Dwight D. Eisenhower an das Bezirksgericht des Bundesdistrikts berufen.

### Rolle im Watergate-Skandal
Berühmt wurde er, weil er die Gerichtsverhandlung über die Watergate-Einbrecher leitete. Er glaubte von Anfang an nicht daran, dass die Einbrecher alleine handelten. Durch die Androhung einer hohen Gefängnisstrafe übergab der Mitangeklagte James W. McCord, Jr. dem Richter schließlich einen Brief.
Diesen Brief las der Richter laut vor dem anwesenden Publikum vor. Darin bestätigte McCord,
1. dass die Einbrecher aufgrund politischen Drucks bisher geschwiegen hatten,
2. dass McCord deswegen einen Meineid geschworen hatte,
3. dass noch andere, politische Personen in dem Einbruch verwickelt waren.

Daraufhin brach im Gerichtssaal ein Tumult aus. Dieser Brief war der erste Riss in der Vertuschungsaktion des Weißen Hauses. Somit war diese Gerichtsverhandlung nicht das Ende, sondern der Anfang des Skandals.
Für Siricas Rolle im Watergate-Skandal wurde er vom Time-Magazin zum „Mann des Jahres“ 1973 gewählt. Er veröffentlichte 1979 seine Erfahrungen zum Watergate-Skandal in dem Buch To Set the Record Straight.